# المدراء
المـَدْرَاء هي إحدى قُرى محافظة بيشة في الجنوب الغربي وتتبع منطقة عسير في المملكة العربية السعودية. تبعد عن مقر المحافظة ما يقارب 11 كيلومتر. هي من القرى الأثرية، تشمل مباني طينية وأبراج مراقبة قديمة.

## معني الكلمة
المـَدَر في اللغة تعني أهل الحاضرة سكان البيوت المبنيّة، قال الرسول محمد ﷺ «لا تقوم الساعة حتى تُمطر السماء مطرًا لا يَكُنُّ منه بيوت المـَدَر، ولا يَكُنُّ منه إلا بيوت الشَّعَر» صححه ابن حبان. والمِـدَرَةُ تعني أيضًا القرية المبنيّة بالطين واللَّبِن.

## التاريخ
ذكرها حمد الجاسر في المعجم الجغرافي للبلاد العربية السعودية وضبطها بالشكل هكذا (المِدْراء). كانت أوّل إشارة لمـَدْرَاء بيشة، ما أورده الهَجَري من أهل القرنين 3 هـ، ومطلع 4 هـ، في كتابه التعليقات والنوادر وساق لنا قول أحد شعراء نـَهْد إذ يقول:
وزاد الهَجَري بقوله الْمَدْراء «ممدود من أرض خثعم ثم قال وأقرب المنازل إليها كُتنة القاع من محجة الجوفية». ذكر اسم (المدراء)، في كُتب التراث كما عند لُغْدَة الأصفهاني، والزمخشري ، وياقوت الحموي، يقول الزمخشري، في كتابه الأمكنة: «(المِدْرَاء): بالكسر ماءة بنجد بين بني معاوية بن عقيل وبين الوحيد بن كلاب»، وحددها أبو الفرج الأصفهاني، في كتابه بلاد العرب، وتبعه ياقوت الحموي، في معجم البلدان «بأنها جهة رُكبة، ورُكبة اليوم صحراء واسعة قبل مركز عُشيرة على طريق الطائف». «(والمِدْراء) اسم لجبل بوادي نعمان هُذيل» فيما أورده ياقوت نقلًا عن الأصمعي. (والمدرى)، بألف مقصورة: من مياه الضباب جنوب حمى ضَرِيّة - منطقة القصيم حاليًا.